# James W. Ross
Pour les articles homonymes, voir Ross.
James W. Ross (1938-) est un homme d'affaires, un avocat et un homme politique canadien du Nouveau-Brunswick.

## Biographie
James W. Ross naît le 6 septembre 1938 à Hope Town, au Québec.
Progressiste-conservateur, il est nommé sénateur sur avis de Brian Mulroney le 27 septembre 1990 et le reste jusqu'au 25 mai 1993. Il est un des rares sénateurs à ne pas représenter une province canadienne, mais une région, en l'occurrence celle des Provinces maritimes.
Il est nommé membre de l'Ordre du Canada en 1999 en raison de son implication avec l'Alliance pro-jeunesse.